# ليستر سيتي موسم 2023–24
موسم 2023–24 هو الموسم رقم 119 في تاريخ نادي ليستر سيتي لكرة القدم ، وموسمه الثالث والستين (غير المتتالي) في الدرجة الثانية من كرة القدم الإنجليزية. وشهد هذا الموسم عودة النادي إلى دوري الدرجة الأولى بعد تسعة مواسم متتالية في الدوري الإنجليزي الممتاز. بالإضافة إلى الدوري المحلي، فقد تنافسوا أيضًا في إصدارات الموسم من كأس الاتحاد الإنجليزي وكأس رابطة الأندية الإنجليزية المحترفة.
حسم الثعالب رسميًا عودتهم إلى الدوري الإنجليزي الممتاز بعد فوز كوينز بارك رينجرز 4-0 على ليدز يونايتد في 26 أبريل 2024.  بعد ثلاثة أيام، وبعد فوز 3-0 خارج أرضه على بريستون نورث إيند، ضمن ليستر لقب البطولة ولقبه الثامن القياسي في الدرجة الثانية قبل مباراة واحدة من النهاية. 